# Flaked
Flaked is een Amerikaanse komische televisieserie die bedacht werd door Mark Chappell en Will Arnett, die ook het hoofdpersonage Chip vertolkt. Op 11 maart 2016 ging het eerste seizoen in première op de streamingdienst Netflix.

## Verhaal
Chip is een leugenachtige charmeur die in Venice (Los Angeles) woont en een onsuccesvolle meubelzaak uitbaat. Als een gevolg van zijn drankprobleem veroorzaakte hij ooit een dodelijk auto-ongeluk. Sindsdien helpt hij andere mensen met een drankprobleem om niet te drinken.
Op een dag laat hij zijn oog vallen op London, een jonge serveerster die op zoek is naar een appartement. Hoewel ook zijn beste vriend Dennis gevoelens voor haar ontwikkelt, doet hij er alles aan om haar voor zich te winnen, tot op een dag enkele demonen uit zijn verleden opduiken.

## Rolverdeling

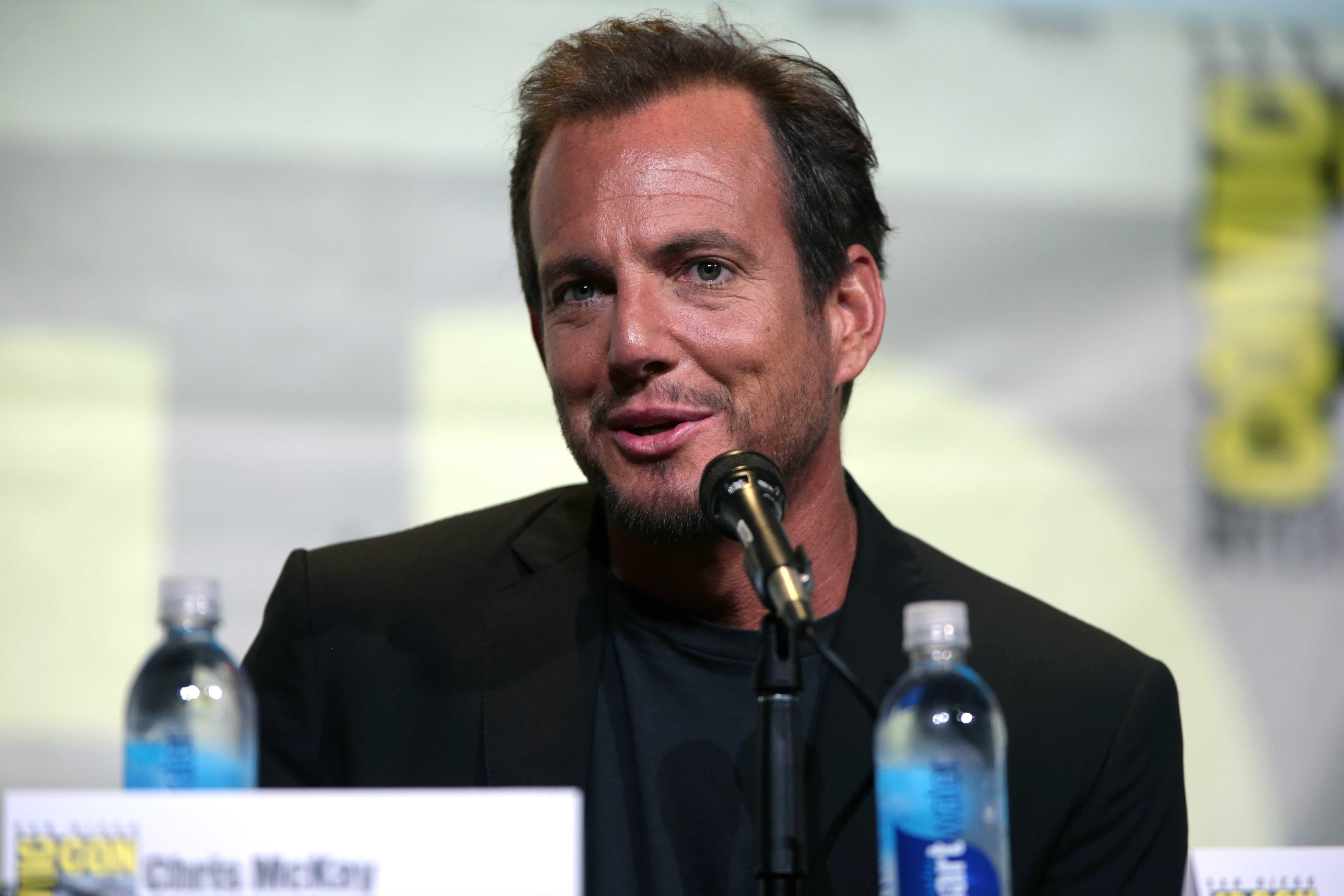
Hoofdrolspeler Will Arnett.

Legenda
 = Hoofdrol
 = Bijrol
 = Geen rol
| Acteur / actrice         | Personage | S1     | S2     |
| ------------------------ | --------- | ------ | ------ |
| Will Arnett              | Chip      | 8 afl. | 6 afl. |
| Ruth Kearney             | London    | 8 afl. | 6 afl. |
| David Sullivan           | Dennis    | 8 afl. | 6 afl. |
| George Basil             | Cooler    | 8 afl. | 6 afl. |
| Robert Wisdom            | George    | 7 afl. | 6 afl. |
| Heather Graham           | Tilly     | 3 afl. | 1 afl. |
| Mark Boone Junior        | Jerry     | 2 afl. | 1 afl. |
| Travis Mills             | Stefan    | 5 afl. | 1 afl. |
| Dennis Gubbins           | Heckler   | 4 afl. | 1 afl. |
| Lina Esco                | Kara      | 7 afl. |        |
| Christopher Mintz-Plasse | Topher    | 3 afl. |        |
| Lenora Crichlow          | Rosa      |        | 5 afl. |
| Elisabeth Röhm           | Alex      |        | 5 afl. |
| Shawn Hatosy             | Karel     |        | 4 afl. |

## Afleveringen

### Seizoen 1
| # | Titel aflevering | Regisseur                | Geschreven door             | Releasedatum Netflix |
| - | ---------------- | ------------------------ | --------------------------- | -------------------- |
| 1 | Westminster      | Wally Pfister            | Will Arnett & Mark Chappell | 11 maart 2016        |
| 2 | Horizon          | Wally Pfister            | Will Arnett & Mark Chappell | 11 maart 2016        |
| 3 | Rose             | Josh Gordon & Will Speck | Will Arnett & Mark Chappell | 11 maart 2016        |
| 4 | Palms            | Josh Gordon & Will Speck | Will Arnett & Mark Chappell | 11 maart 2016        |
| 5 | Electric         | Tom DiCillo              | Will Arnett & Mark Chappell | 11 maart 2016        |
| 6 | Shell            | Tom DiCillo              | Will Arnett & Mark Chappell | 11 maart 2016        |
| 7 | 7th              | Wally Pfister            | Will Arnett & Mark Chappell | 11 maart 2016        |
| 8 | Sunset           | Wally Pfister            | Will Arnett & Mark Chappell | 11 maart 2016        |

### Seizoen 2
| # | Titel aflevering | Regisseur            | Geschreven door             | Releasedatum Netflix |
| - | ---------------- | -------------------- | --------------------------- | -------------------- |
| 1 | Day One          | Michael Patrick Jann | Will Arnett & Mark Chappell | 2 juni 2017          |
| 2 | Day Two          | Michael Patrick Jann | Maggie Rowe                 | 2 juni 2017          |
| 3 | Day Three        | Mark Chappell        | Bobby Bowman                | 2 juni 2017          |
| 4 | Day Four         | Will Arnett          | Jim Vallely                 | 2 juni 2017          |
| 5 | Day Five         | Ben Berman           | Evan Mann & Gareth Reynolds | 2 juni 2017          |
| 6 | DaySix           | Ben Berman           | Will Arnett & Mark Chappell | 2 juni 2017          |